# Charles Crès
Charles Crès, né le 26 septembre 1850 à Briare (Loiret) et mort le 28 décembre 1907 à La Flèche (Sarthe) est un peintre de genre français, professeur de dessin au Prytanée militaire de 1877 à sa mort.

## Biographie

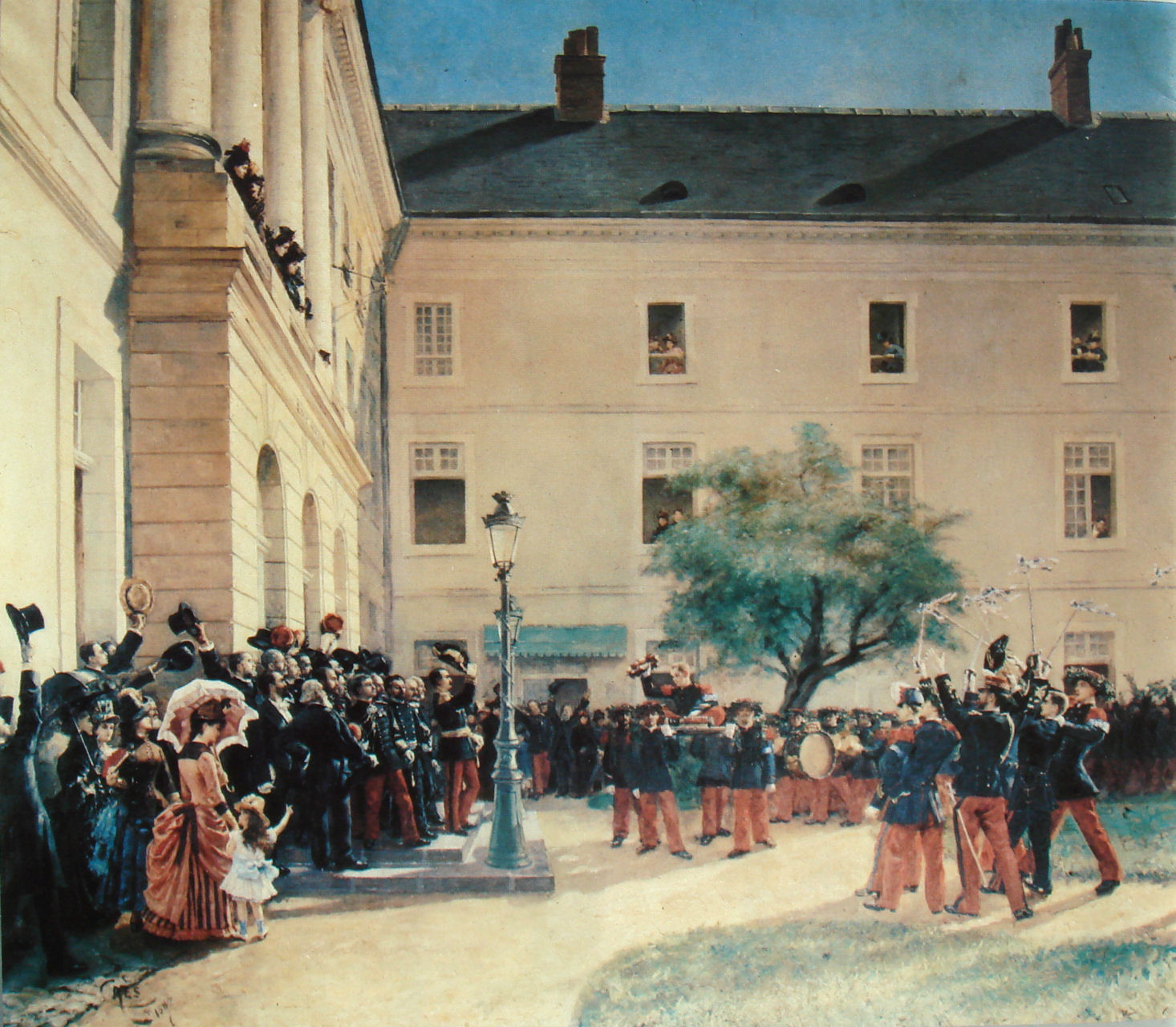
Le Triomphe du Prix d'Honneur (1887), Salle d'honneur du Prytanée national militaire de La Flèche.

Il naît le 26 septembre 1850 dans une vieille famille du Loiret, les Crès de Castrigny, et montre assez tôt des prédispositions pour le dessin. En 1869, à l'âge de 19 ans, il entre à l'École nationale supérieure des beaux-arts de Paris où il a pour professeur Jean-Léon Gérôme. Il traite d'abord des genres variés allant du nu aux scènes religieuses et expose au Salon à partir de 1875.
En 1877, il choisit d'enseigner le dessin au Prytanée militaire de La Flèche après un cours passage de quelques mois au Lycée de Versailles. Dans cette vie militaire, il trouve son thème d'inspiration principal qui nourrit une grande partie de ses œuvres. En 1897, il reçoit une mention au salon pour Fête sportive au gymnase d'été suivie, en 1898, d'une médaille de 3e classe pour Au cantonnement,.
Il meurt à La Flèche le 28 décembre 1907.

## Œuvres

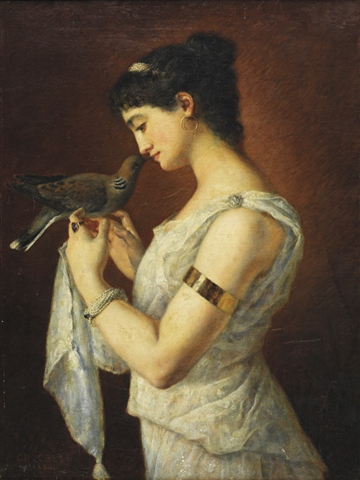
Jeune femme à l'antique au geai (1884), collection privée.

- Le clairon, 1874, huile sur toile, Prytanée national militaire, La Flèche[6].
- Portrait de Marie Pape-Carpantier, 1878, huile sur toile, salle d'asile, La Flèche[7].
- Jeune femme à l'antique au geai, 1884, collection privée.
- Le triomphe du prix d'honneur, 1887, huile sur toile, Prytanée national militaire, La Flèche[8].
- Le salut du Prix d'honneur aux religieuses, 1890, huile sur toile, Prytanée national militaire, La Flèche[9].
- La remise de la médaille militaire à l'élève Pichon, 1893, huile sur toile, Prytanée national militaire, La Flèche[10].
- La rentrée au Prytanée militaire, 1895, huile sur toile, Prytanée national militaire, La Flèche[11].
- À l'étape, souvenir, date inconnue, huile sur toile, Prytanée national militaire, La Flèche[12].